# Dicrocaulon
Dicrocaulon (лат.) — род суккулентных растений семейства Аизовые (Aizoaceae), произрастающий на территории Капской провинции ЮАР.

## Название
Родовое латинское (научное) название Dicrocaulon происходит от греческих слов dikros — «вилка», и kaulos — «стебель». Название отражает особенность этого растения, при которой длинные побеги перекрываются боковыми побегами после цветения, создавая впечатление вилки.

## Ботаническое описание
Представители рода — кустарнички, образуют подушкообразные формы и достигают высоты до 50 см. Листья делятся на два типа: парные мелкие листья, образующие шаровидное или эллиптическое тело, и второй тип, продолговато-теретчатый, сросшийся на половине своей длины, основание которого переходит в сухое влагалище.
Цветки одиночные, могут открываться либо утром, либо в полдень, а затем остаются открытыми на протяжении нескольких дней. Чашелистиков обычно 4 или 5, неравных размеров. Лепестки ярко-пурпурные или белые, длинные и нитевидные, иногда переходящие в розовые оттенки. Тычинки вертикальные, присутствуют также стаминодии. Цветок имеет кольцевидный нектарник. Плод представляет собой (4)5(6-9)-гнездную коробочку, схожую с плодами рода Mitrophyllum, с плоскими створками. Семена округлой формы, светло-коричневого цвета, блестящие.
Число хромосом х = 9.

## Таксономия
Dicrocaulon N.E.Br., первое упоминание в J. Bot. 66: 141. 1928. Род входит в подсемейство Ruschioideae.

### Виды
Согласно данным сайта «Список растений Мировой флоры онлайн» на июнь 2023 года, род состоит из 7 видов:
- Dicrocaulon brevifolium N.E.Br.
- Dicrocaulon grandiflorum Ihlenf.
- Dicrocaulon humile N.E.Br.
- Dicrocaulon microstigma (L.Bolus) Ihlenf.
- Dicrocaulon nodosum (A.Berger) N.E.Br.
- Dicrocaulon ramulosum (L.Bolus) Ihlenf.
- Dicrocaulon spissum N.E.Br.